# Елліот Хендлер
Еліот Хендлер (англ. Elliot Handler; 9 квітня 1916, Чикаго, США — 21 липня 2011, Лос-Анджелес, Каліфорнія, США) — американський підприємець, один з трьох засновників компанії Mattel. Разом зі своєю дружиною стали творцями ляльки Барбі, однієї з іграшок, що найбільше продаються в історії.

## Життєпис

### Заснування Mattel
Елліот Хендлер народився в єврейській родині 9 квітня 1916 року в Чикаго, США. Ріс у Денвері. Вивчав промисловий дизайн в Art Center College of Design міста Пасадіна. 26 червня 1938 року Хендлер одружився з Рут Москович.
У 1945 році подружжя спільно з другом Елліота Метсоном Гарольдом заснували в гаражі компанію з виробництва рамок для фотографій і назвали її Mattel (за першими буквами імен — Elliot та Matson). Пізніше бізнес розвивався завдяки виробництву музичних іграшок та фурнітури для лялькових будиночків.
У 1959 році фірма на Нью-Йоркському ярмарку іграшок представила ляльку Барбі, придуману Рут. Іграшку було названо на честь Барбари Хендлер, доньки Рут та Елліота. Спочатку вона дуже погано продавалася і викликала різку критику за свої відверто жіночі форми. Утім, незабаром лялька набула незвичайної популярності; вже 1965 року прибуток від її продажів становила 100 мільйонів доларів. У 1961 році був створений Кен, ляльковий друг Барбі. Його назвали на честь брата Барбари Кеннета (пом. 1996). Тодд, один із друзів Барбі, був названий на честь онука Хендлера.

### Останні роки
У 1975 році Елліот і Рут Хендлери залишили Mattel. Рут померла в 2002 році.
У 2008 році Хендлер влаштував свято в Ель-Сегундо з приводу свого дев'яностодволіття. Він помер 21 липня 2011 року в Лос-Анджелесе, Каліфорнія від серцевої недостатності. В офіційній заяві з цього приводу Mattel написала таке:

Він не тільки надихнув співробітників Mattel, а й зробив щасливими цілі покоління дітей у всьому світі. 30 000 співробітників із гордістю продовжують його справу.